# Erica Ellyson
Erica Ellyson (Hurley, 1º ottobre 1984) è una modella e attrice softcore statunitense, nominata dalla rivista Penthouse Pet of the Month nel gennaio 2007 e Pet of the Year nel 2008.

## Biografia
Dopo essere vissuta per anni a Hurley (Mississippi), nel marzo 2008, va a vivere a San Diego, California, dove studia per acquisire la laurea in architettura presso la New School of Architecture and Design.
Nel dicembre 2008 e gennaio 2009, è stata una delle concorrenti dello show della NBC Momma's Boys.

## Filmografia
- Bound and Gagged Captives of Chloro (2007)
- Bound and Gagged Costume Beauties (2007)
- Conspiracies Create Captives (2007)
- Costume Bondage Fantasies (2007)
- Nice Girls Are Easy... to Tie and Gag (2007)
- Binding Contracts for Business Girls (2008)
- Erica's Fantasies (2008)
- Masks and Capes, Ropes and Gags (2008)
- Who's Killing the Pets (2008)
- Bondage Maid Cafe (2009)